# Jan Müller (Musiker)

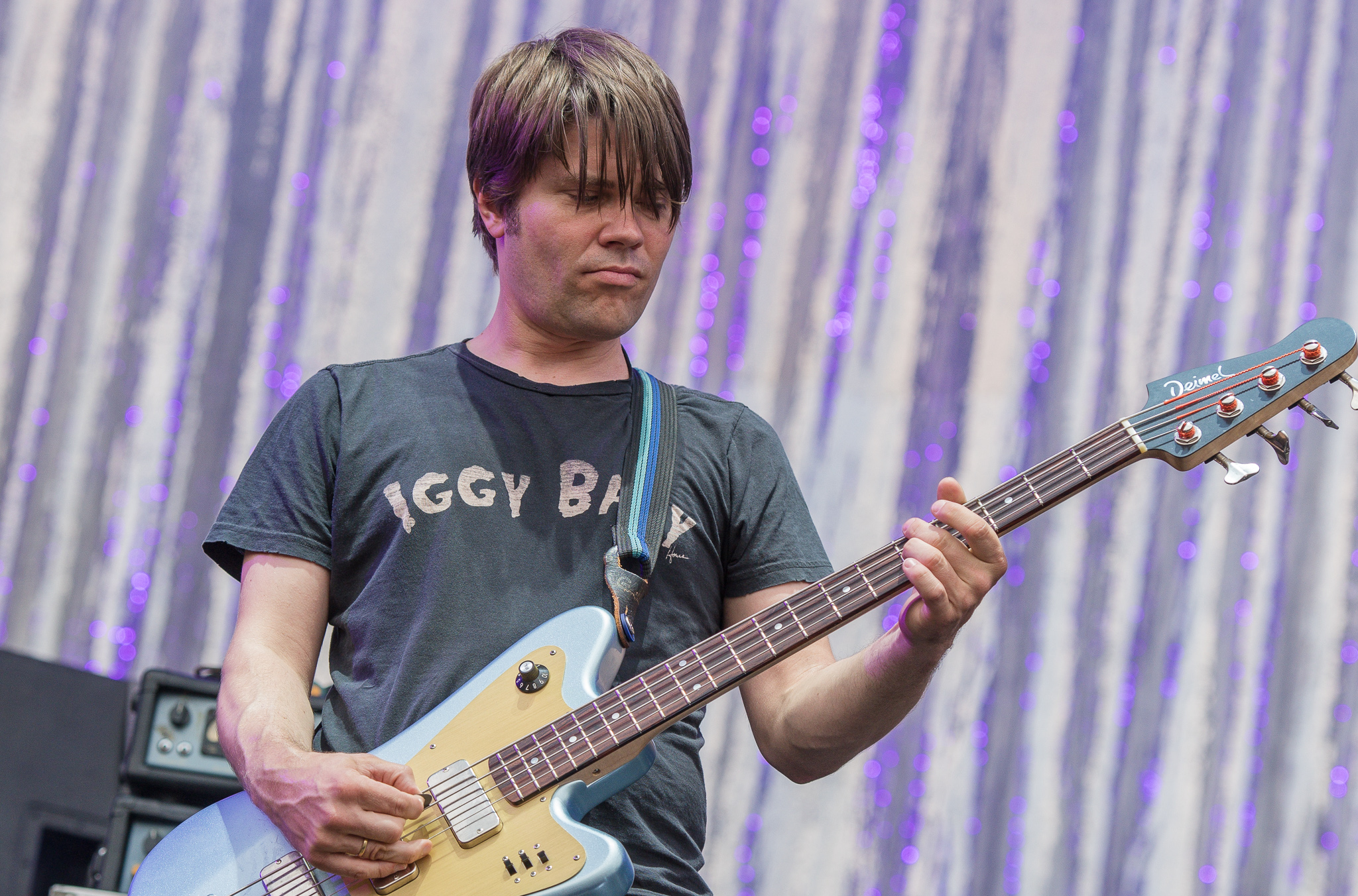
Jan Müller (2015)

Jan Klaas Müller (* 1. Juni 1971 in Hamburg) ist ein deutscher Musiker, Musikverleger, Schriftsteller und Podcaster. Er ist vor allem als Bassist der Hamburger-Schule-Band Tocotronic bekannt.

## Leben
Nach dem Zivildienst bei den mobilen sozialen Hilfsdiensten der Sozialstation Innenstadt St. Pauli studierte Müller einige Zeit Jura an der Universität Hamburg. Sein Studium brach er wie die anderen Gründungsmitglieder der Band Tocotronic, Dirk von Lowtzow und Arne Zank, ab, um sich der Musik zuzuwenden. Jan Müller hatte einen älteren Bruder, der knapp zwei Jahre vor Gründung der Rockband Tocotronic an Krebs starb. Vor der Gründung von Tocotronic spielte er zusammen mit Zank in den Bands Meine Eltern und Punkarsch.
1996 war er Mitbegründer und erster Bassist von Superpunk. Müller ist Teil der im Jahre 2000 gegründeten Künstelrgruppe (sic) im Namen des Volkes (K.i.N.d.V.). Ein Projekt dieser Gruppe ist die Band Das Bierbeben, bei der Müller Bass spielt. Ein weiteres Projekt der K.i.N.d.V. ist die aus Müller und Rasmus Engler bestehende Band Dirty Dishes, die 2005 gegründet worden ist. Die erste Veröffentlichung war die Single Hurra...! Endlich Ferien! (2005). Es wurden seither mehrere Alben veröffentlicht: Tea is not our Cup of Coffee (2007), Mit uns nicht! (2009), Der Egel vom Tegel (Die kleine Rock Operette der Dirty Dishes) (2010), Von der raffinierten Kunst, jemanden in einen Tümpel zu stoßen (2013), Kabinett Papen (2018).
Auf dem Tocotronic-Album Nach der verlorenen Zeit singt er das Lied Es ist einfach Rockmusik. Der 2001 erschienene Dokumentarfilm So jung kommen wir nicht mehr zusammen (nach einem Songtitel von Tocotronic) von Vera Vogt handelt von Jan Müller und drei seiner Jugendfreunde – alle ehemalige Punks aus Hamburg – und ihren unterschiedlichen Lebensläufen.
Zusammen mit dem Musikmanager Oliver Frank betreibt er den Müller+Frank Musikverlag. Seit 2019 führt Müller im Podcast Reflektor Gespräche mit anderen Musikern über deren musikalische Sozialisation und Müllers Berührungspunkte zum musikalischen Wirken der Gäste. Co-Hosts sind Thees Uhlmann, Koljah (Antilopen Gang) und Aida Baghernejad. 2021 begann er die Kolumne Reflektor im Musikexpress. 2025 erhielt er für den Podcast den Preis für Popkultur.
Im Juli 2022 veröffentlichte er mit Rasmus Engler den Roman Vorglühen.
Müller lebt seit 2010 in Berlin und hat zwei Kinder.